# الدخيلة (الإسكندرية)
الدخيلة منطقة تابعة لحي العجمي بالإسكندرية تشتهر بالمصانع وبميناء الدخيلة.

## سبب التسمية
- سميت الدخيلة بهذا الاسم لدخول نابليون منها إلى مصر

ولكثرة الوافدين اليها (الدخلاء)

## المعالم

### الآثار
تتميز الدخيلة بانها يوجد بها اثار رومانية قديمة ولكنها مهملة...
وتتميز أيضا بمبني قديم علي الكورنيش يوجد امامه 2 مدفع قديم جدا من موديلات القرن التاسع عشر ويعتقد ان هذا المبنى قلعة مهدومة....
كما يوجد أيضا كنيسه الكاثوليك (الكنيسة الحمراء) التي تم بناءها في العقود الاخيرة من القرن التاسع عشر...
ثاني مطار علي مستوي المملكة المصرية كان مطارالدخيلة بعد مطار الماظة والصور أيام الحرب العالمية الثانية الدخيلة مدينة تاريخية من أيام الحملة الفرنسية وكانت المنفذ لها لبعدها عن فنار الإسكندرية

## التلوث
وتعد الدخيلة من أكبر المناطق في مصر تلوثـاً حيث مخلفات شركات
اما من الناحية البحرية: فهناك مخلفات الصرف الصحى التي تحول إلى البحر مباشرة غير مخلفات الشركات المحيطة—غير انه قضى على معظم الثروة السمكية الموجودة بها
وتم تعين لجنة من حقوق الإنسان لترى كل هذا التلوث وكيف يتم معالجته وما الخطر الناتج على سكانها

## الموقع
- تتميز الدخيلة بانها منعزله عن ماحولها من المناطق
- يحدها من الشمال البحر الأبيض المتوسط ومن الجنوب بحيره مريوط (الملاحات) ومن الشرق الأمن المركزي والكيماويات ومن الغرب ميناء الدخيلة والإسكندرية الوطنية للحديد والصلب.

## الاقتصاد
- ميناء الدخيلة من المواني المهمة بمصر لاستيراد (الفحم/الحبوب/الكلنكر/الموادالخام/قطع الغيار)وتصدير (الملح/الحديد/اشياءأخرى)

### المصانع
- عز الدخيلة
- مصر لصناعه الكيماويات
- النصر للملاحات
- الإسكندرية للاسمنت
- مطاحن سلندرات الدخيلة
- الشمعدان للصناعات الغذائية
- الإسكندرية للفلاتر
- العظم (مصنع البودرة)
- مصنع لإنتاج الستيرين ومتعدد الستيرين

## الخدمات
- قسم شرطه الدخيلة
- نقطه شرطه السلام
- مكتب بريد الدخيلة
- مستشفى قصر الشفاء
- مستشفى الشامى
- وحده صحه الأسرة
- فرع كهرباءالدخيله
- مياه الدخيلة
- محطه رفع الصرف
- مركز شباب الدخيلة
- محكمة ونيابة الدخيلة

### المدارس
- سنتر وليد عصام
- الابتدائية
- بلال بن رباح الابتدائية
- النورس الابتدائية
- الدخيلة الإعداديه
- حسن صبحي الإعدادية
- بلال بن رباح الإعدادية
- الفتح الخاصة
- الدخيلة الجديدة الابتدائية
- الدخيلة الجديدة الإعدادية

### المنشئات الدينية
- مسجد منصور الروبى
- مسجدابوناجي
- مسجدابوطاسه
- مسجدسنانى
- مسجدالمتقين
- مسجدام المؤمنين
- مسجد عباد الرحمن
- مسجد الإحسان
- مسجد مكة
- المسجد البحرى
- مسجد رياض الجنة
- وحوالي90زاويه
- كنيسه العذراء (ارثوزكس)
- كنيسه الكاثوليك (الكنيسة الحمراء)